# スルマ・ユガール
スルマ・ユガール（Zulma Yugar、1952年1月6日 - ）は、ボリビアの歌手、政治家。オルロ県オルロ出身。

## 経歴
6歳でデビュー・リサイタルを開き、10代半ばでフォルクローレの女王と呼ばれた。多くのアルバムを発表し、映画にも出演した。ボリビアの国民功労勲章に何度も選ばれているボリビアを代表する女性歌手である。日本でも1994年にベスト盤である『ボリビアの詩情』が発売されている。
ユネスコ平和芸術家として大使に選ばれたことがある。2010年1月23日よりエボ・モラレス大統領により文化大臣に選ばれている。

## ディスコグラフィー
- Piel Morena (1981) (Lyra: SLPL-13451)
- Zulma Yugar (1982) RCAレコード
- Exitos De TV (1982)
- El Disco De Oro (1986)
- Abriendo brecha (1988)
- Imillita (1988) RCA
- Compartiendo Talentos (1990)
- K'oli Pankarita (1991) (Lyra: SLPL-13731)
- Grandes exitos de Zulma Yugar - ボリビアの詩情 (1993)
- Tierra sin Mar (Land without Sea) (1996)
- Embrujo (不明) Lyra
- Lo mejor de Zulma Yugar (不明)